# アン・ブロンテ (小惑星)
アン・ブロンテ (39429 Annebrontë) は、小惑星帯にある小惑星。パロマー天文台のトム・ゲーレルスとライデン天文台のファン・ハウテン夫妻が発見した。
小惑星番号39427から39429までは、イギリスの小説家のブロンテ姉妹から命名された。39429番は三女のアン・ブロンテにちなんで名付けられた。